# Lester del Rey
Pour les articles homonymes, voir Del Rey.
Œuvres principales
- Les Naufragés de la planète Mars
- Le Onzième Commandement

Lester del Rey, de son vrai nom Leonard Knapp, né le 2 juin 1915 à Saratoga Township dans le Minnesota et mort le 10 mai 1993 , est un écrivain et un éditeur américain de science-fiction spécialisé dans les nouvelles.

## Biographie
Après une jeunesse tumultueuse du fait de conflits familiaux et de problèmes psychologiques, il exerce plusieurs métiers dont vendeur de journaux, charpentier, steward de bateau et restaurateur avant d'embrasser une carrière d'écrivain.
Scott Meredith, qu'il avait rencontré à la World Science Fiction Convention, le recrute en 1947 comme directeur de collection,,.
Il sera par la suite l'éditeur de plusieurs fanzines et chef de collection d'autres éditeurs : ainsi Space SF (1952), Fantasy Fiction (1953), Science Fiction Adventures (sous le pseudonyme de Philip St. John), Rocket Stories (sous le pseudonyme de Wade Kaempfert) etFantasy Fiction (sous le pseudonyme de Cameron Hall). Il publie plusieurs recueils d'anthologie de science fiction, notamment Best Science Fiction Stories of the Year (de 1972 à 1976).
Plus tard, il a été critique de livres dans "If" et dans "Analog" et a également développé une activité d'éditeur et d'anthologiste. Il a eu le plus de succès en tant qu'éditeur avec sa quatrième femme Judy-Lynn Benjamin, chez Ballantine Books, où ils ont créé Del Rey Books, une maison d'édition spécialisée dans la SF et la fantasy.
Il n'interrrompit sa participation à cette maison d'édition qu'un an avant sa mort, en février 1992.

## Œuvres

### Sélection de romans
- Les Naufragés de la planète Mars, Hachette Jeunesse, collection Bibliothèque verte no 462, 1971 ((en) Marooned on Mars, 1952)
- Attention ! l'Atlantide attaque, Daniber no 1, 1960 ((en) Attack from Atlantis, 1953)réédité sous le tire L'Atlantide attaque chez Marabout, collection Poche 2000 no 3, 1974
- Ascenseur pour l'infini, Daniber no 10, 1960 ((en) Step to the Stars, 1954)réédité chez Marabout, collection Poche 2000 no 8, 1974
- (en) The Sky is Falling, 1954
- (en) Preferred Risk, 1955Sous le nom de Edson McCann, Écrit avec Frederik Pohl.
- Crise, Robert Laffont, collection Ailleurs et Demain no 50, 1978 ((en) Nerves, 1956)version remaniée de la nouvelle de 1942
- (en) Police Your Planet, 1956
- (en) Badge of Infamy, 1957
- Le Onzième Commandement, Éditions OPTA, collection Club du livre d'anticipation no 54, 1975 ((en) The Elewenth Commandment, 1962)réédité chez Le Livre de poche, collection SF no 7010, 1977  (ISBN 2-253-01637-3)
- (en) Tunnel Through Tim, 1966Écrit avec Paul W. Fairmane.
- Psi, Éditions OPTA, collection Club du livre d'anticipation no 54, 1975 ((en) Pstalemate, 1971)réédité chez Le Livre de poche, collection SF no 7043, 1979  (ISBN 2-253-02209-8)
- J'ai d'autres brebis…, Librairie des Champs-Élysées, collection Le Masque Science Fiction no 101, 1980 ((en) Weeping May Tarry, 1978)  (ISBN 2-7024-0990-3)Écrit avec Raymond F. Jones.

### Sélection de nouvelles
- Hélène O'Loy, 1974 ((en) Helen O'Loy, 1938)Titrée également en français Hélène A'lliage
- (en) Nerves, 1942
- Un monde de compassion, 1971 ((en) Kindness, 1942)
- Par ici la sortie, 1975 ((en) And It Comes Out There, 1951)
- En détresse, 1973 ((en) Operation distress, 1951)Parue dans l’anthologie Enfers et paradis de l'espace, Éditions OPTA, collection Marginal no 1
- Instinct, 1973 ((en) Instinct, 1952)
- L'Enfant qui ne grandirait jamais, 1969 ((en) A pound of cure, 1953)Titrée également Cure de jouvence
- Stabilité, 1975 ((en) Stability, 1953)
- Car je suis un Dieu jaloux, 1971 ((en) For I am a jealous people, 1954)Titrée également Car je suis un peuple jaloux
- Les Gardiens de la maison, 1974 ((en) The Keepers of the House, 1956)
- Une main secourable, 1975 ((en) Helping hand, 1957)
- Le Robot vengeur, 1965 ((en) To avenge man, 1964)Titrée également Pour venger l’homme
- Le Dernier Terrien, 1966 ((en) The Last Earthman, 1965)
- Chant du crépuscule, 1974 ((en) Evensong, 1967)
- Quand meurent les rêveurs, 1982 ((en) Though Dreamers Die, 1972)

### Sélection d'anthologies
- The Early del Rey (1975)
- The Best of Lester del Rey (1978)

### Sélection de recueil
- (en) …And Some Were Human, 1948

### Autres œuvres
- (en) The World of Science-fiction 1926-1976, 1980